# La Pila, San Luis Potosí
La Pila är en ort i Mexiko.   Den ligger i kommunen San Luis Potosí och delstaten San Luis Potosí, i den centrala delen av landet, 300 km nordväst om huvudstaden Mexico City. La Pila ligger 1 882 meter över havet och antalet invånare är 5 149.
Terrängen runt La Pila är platt österut, men västerut är den kuperad. Terrängen runt La Pila sluttar österut. Runt La Pila är det ganska glesbefolkat, med 34 invånare per kvadratkilometer. Närmaste större samhälle är San Luis Potosí, 17,2 km nordväst om La Pila. Omgivningarna runt La Pila är i huvudsak ett öppet busklandskap.